# Димитрово (Казахстан)
Дими́трово (каз. Димитрово) — село у складі Бурлінського району Західноказахстанської області Казахстану. Входить до складу Жарсуатського сільського округу.
У радянські часи село називалось Дмитров.
Населення — 138 осіб (2021; 191 у 2009, 299 у 1999, 246 у 1989).